# Bulgarische Luftstreitkräfte
Die Bulgarischen Luftstreitkräfte (bulgarisch Военновъздушни сили на България, Woennowasduschni sili na Balgarija) sind ein 8.500 Personen starker Teil der bulgarischen Streitkräfte. Das Hauptquartier befindet sich in Graf Ignatiewo. Kommandeur ist seit 2020 Generalmajor Dimitar Petrow. Die Bulgarischen Luftstreitkräfte sind eine der ältesten Luftstreitkräfte weltweit.

## Geschichte

### Die Anfänge

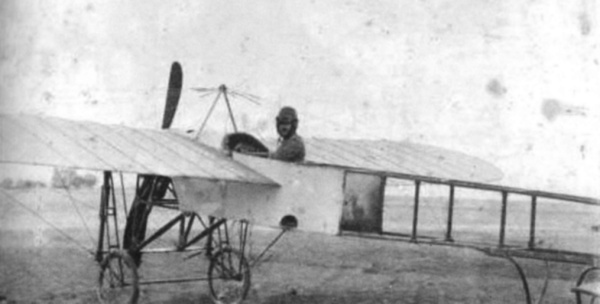
Simeon Petrow in seiner Blériot XI, 1912

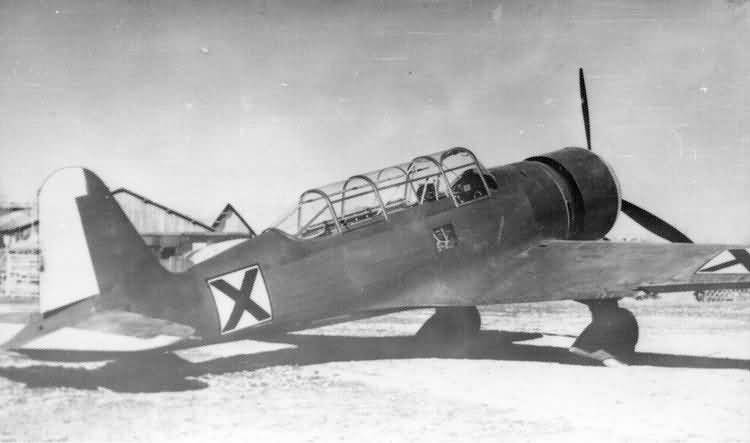
Bulgarisches Flugzeug DAR-10

Die Geschichte der bulgarischen Luftstreitkräfte geht zurück auf das Jahr 1892 in Plowdiw, als zwei bulgarische Offiziere zum ersten Mal mit dem französischen Ballonfahrer Eugène Godard mit dessen Ballon La France aufstiegen. Begeistert von der Ballonfahrt, begründeten die bulgarischen Streitkräfte am 20. April 1906 eine Ballonabteilung. Sie sandten aus dieser zwei Offiziere zur Ausbildung nach Russland. Anfangs hatte sie nur einen alten sphärischen Ballon aus Frankreich, aber später initiierten sie – mit russischen Materialien – den Bau eines eigenen Ballons mit dem Namen Sofia-1, welcher erstmals Anfang 1912 abhob. Der Ballon, die von Frankreich gekauften Flugzeuge Blériot und vier deutsche Albatros F-2 (Nachbauten der Farman III) waren die ersten Fluggeräte beim Aufbau der bulgarischen Luftstreitkräfte.

### Balkankriege
Am 15. Oktober 1912 bekamen die bulgarische Luftstreitkräfte die Aufgabe, eine Spionagemission gegen die osmanische Armee durchzuführen. Sie sollten Information über die Anzahl und die Position sammeln. Während der Mission am 16. Oktober, die mit den Albatros F-2-Maschinen durchgeführt wurde, bombardierten die bulgarische Piloten Radul Milkow und Prodan Taraktschiew den Bahnhof von Karaağaç. Bei der Belagerung von Edirne setzten die bulgarischen Streitkräfte 1913 zum ersten Mal in der Kriegsgeschichte Flugzeuge zur strategischen Bombardierung ein.

### Erster Weltkrieg (1914–1918)
Das Zarentum Bulgarien trat am 4. Oktober 1915 auf der Seite der Mittelmächte in den Ersten Weltkrieg ein.

### Zweiter Weltkrieg

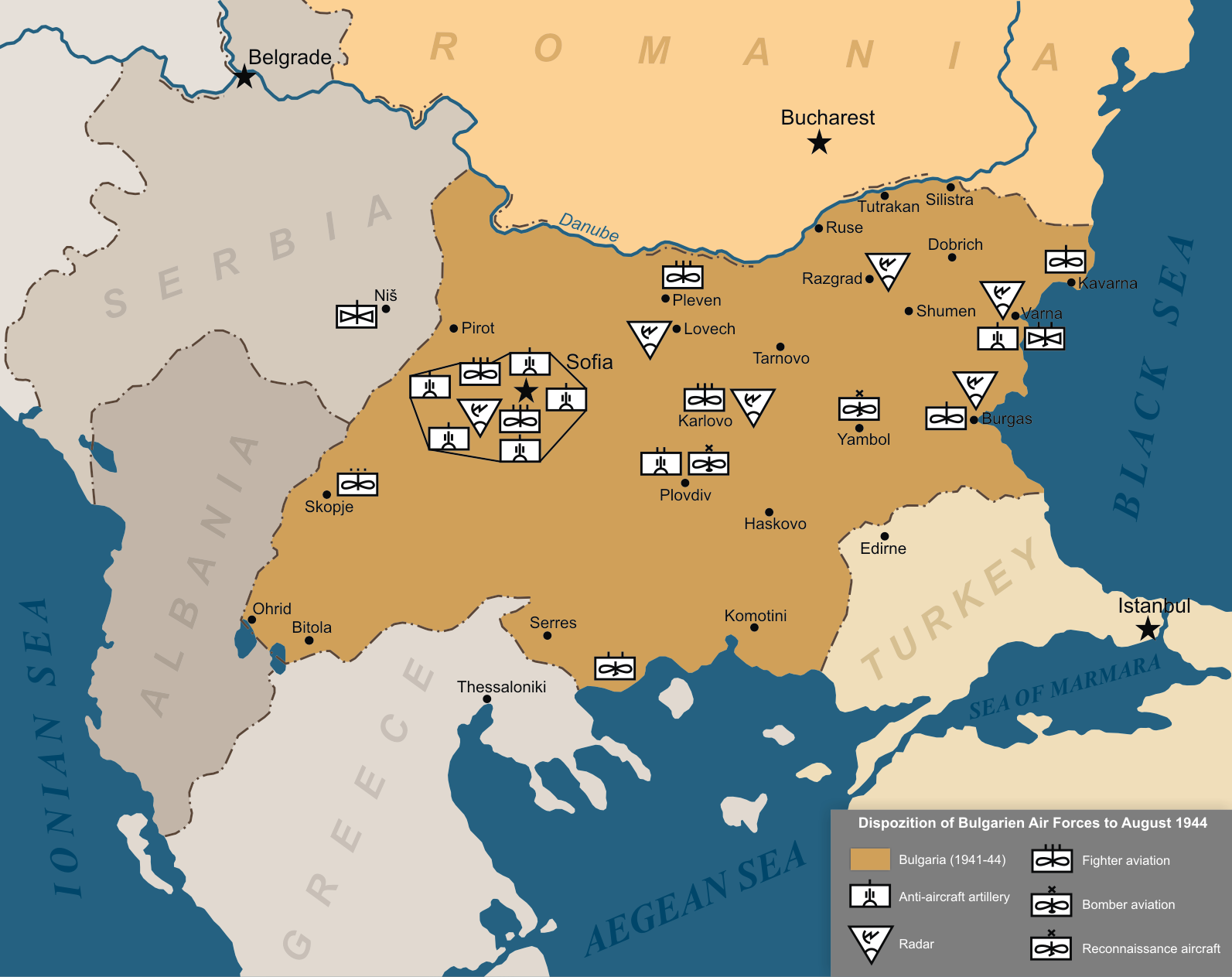
Dislozierung der bulgarischen Luftstreitkräfte im August 1944

Zu Beginn des Zweiten Weltkriegs umfasste die Luftflotte 374 Maschinen in verschiedenen Ausführungen. Darüber hinaus wurden Aufträge über 10 Jagdflugzeuge Messerschmitt Bf 109E-4, 11 Bomber Dornier Do 17M, 6 Leichtflugzeuge Messerschmitt Bf 108, 24 Schulflugzeuge Arado Ar 96B-2 und 14 Schulflugzeuge Bücker Bü 131 erteilt. Bulgarien setzte auch Maschinen aus von Deutschland besetzten Staaten ein, so die tschechoslowakische Avia B-135 und die französische Dewoitine D.520.
Bulgarien trat den Achsenmächten am 1. März 1941 bei. Am 6. April 1941 erfolgte der jugoslawische Luftangriff auf Kjustendil, bei dem 68 Menschen getötet und 90 verletzt wurden. Es folgte Luftangriffe der britischen Royal Air Force von Griechenland aus auf Ziele in Bulgarien.
Bulgarien verließ die „Achse“, als die Rote Armee im Norden näherrückte und am 9. September 1944 die bulgarische Regierung stürzte. Bulgarien kämpfte an der Seite der Alliierten bis 1945 weiter.

### Kalter Krieg und Warschauer Pakt

Flugzeugkokarde von 1948 bis 1992

Im Kalten Krieg war die nunmehrige Volksrepublik Bulgarien ein Satellitenstaat der Sowjetunion. Im September 1947 wurde ein sowjetisch-bulgarisches Militärabkommen unterzeichnet. 1950 erhielt es von der Sowjetunion 28 neue Jagdflugzeuge vom Typ Jak-9 und Jak-11 sowie 20 Jak-23. 1955 wurde Bulgarien Mitglied im Warschauer Pakt.
Von 1957 bis 1963 wurden Fliegerkräfte von der Sowjetunion mit den damals modernen Jagdflugzeugen vom Typ MiG-19 und Abfangjägern MiG-21 ausgestattet. Sie bildeten die Südflanke gegenüber den NATO-Staaten Griechenland und Türkei. Ab 1973 erfolgte die Ausrüstung mit Kampfflugzeugen vom Typ MiG-23.
Bulgarien war das neben der Sowjetunion einzige Land des Warschauer Vertrages, das die MiG-25 einsetzte. Genutzt wurden 3 Aufklärungsmaschinen MiG-25RBT und eine Schulversion MiG-25RU. Nach dem Ende des Kalten Krieges wurden sie mit Russland u. a. gegen MiG-21bis getauscht.
1988 bis 1989 erhielten die Luftstreitkräfte 21 Jagdbomber Su-22M4/UM-3 und 40 Erdkampfflugzeuge Su-25K/KUB.
Am 1. Juli 1991 löste sich der Warschauer Pakt auf.

### Als NATO-Mitglied
Die Jagdbombereinheit mit Su-22 auf dem Luftwaffenstützpunkt Besmer wurde im Februar 2004 aufgelöst. Seit dem 29. März 2004 gehört Bulgarien zur NATO und erhielt umfangreiche Militärhilfe von den Vereinigten Staaten.
Im Juni 2021 stürzte eine MiG-29 des Luftwaffenstützpunkts Graf Ignatiewo bei einem Trainingsflug während der NATO-Übung Schabla 21 über dem Schwarzen Meer ab, wobei der Pilot, ein Major, ums Leben kam. Laut dem Verteidigungsminister hätte die Maschine noch bis 2029 fliegen können. Ein Grund für den Absturz liegt an mangelndem Training und somit auch fehlenden Flugstunden. Die Piloten des Stützpunkts waren beispielsweise bis zum Unglückszeitpunkt nur ca. 13 Stunden im Jahr geflogen. Der Flugschreiber wurde am 24. Juni gefunden und geborgen. Er wird in Russland, von wo das abgestürzte Flugzeug kommt, ausgewertet.
Die Luftwaffe wollte ihre veralteten Flugzeuge ersetzen, um NATO-Standard zu erreichen. Bulgarien erhielt im Januar 2012 ein Angebot der deutschen Regierung, ältere Eurofighter der Tranche 1 abzunehmen. Mitbewerber waren JAS 39 Gripen, F/A-18 Super Hornet und verschiedene Versionen der F-16 (Block 25 und evtl. Block 50/52). Im Juli 2019 ratifizierte das bulgarische Parlament einen Kaufvertrag über acht fabrikneue US-Kampfjets F-16 für umgerechnet gut 1,1 Milliarden Euro um seine veralteten Kampfjets sowjetischer Bauart des Typs MiG-29 ersetzen. Die vier Verträge umfassen den Kauf der acht Kampfjets und ihre Ausstattung sowie die Schulung von Piloten. Im Jahr 2022 wurde die Bestellung um 8 weitere F-16 aufgestockt. Die Kampfflugzeuge sollten stufenweise bis 2023 an das südosteuropäische Land geliefert werden, was seitens des Herstellers Lockheed Martin nicht eingehalten werden konnte, die Lieferung und Einflottung wurde auf Mitte 2025 verschoben.
Siehe auch Militärbasen der Vereinigten Staaten in Bulgarien.

## Organisation
Die wichtigsten Stützpunkte sind die folgenden Haupteinsatzbasen:
- 3. Basis, Graf Ignatiewo/Mariza
- 12. Basis, Dolna Mitropolija
- 16. Basis, Sofia
- 22. Basis, Besmer
- 24. Basis, Plowdiw

## Ausrüstung
(Stand Ende 2022).

### Luftfahrzeuge
Die Bulgarische Luftwaffe betreibt 40 aktive Flugzeuge und 23 Hubschrauber. Darüber hinaus wurden 16 F-16 Fighting Falcon bestellt.
| Luftfahrzeuge             | Bild           | Herkunft                     | Verwendung                                   | Version        | Aktiv          | Bestellt       | Anmerkungen                                                                           |
| Kampfflugzeuge            | Kampfflugzeuge | Kampfflugzeuge               | Kampfflugzeuge                               | Kampfflugzeuge | Kampfflugzeuge | Kampfflugzeuge | Kampfflugzeuge                                                                        |
| ------------------------- | -------------- | ---------------------------- | -------------------------------------------- | -------------- | -------------- | -------------- | ------------------------------------------------------------------------------------- |
| Mikojan-Gurewitsch MiG-29 |                | Sowjetunion                  | Mehrzweckkampfflugzeug                       | MiG-29А        | 11             |                | Ab Juni 1989 Indienststellung von 18 MiG-29A                                          |
| Lockheed Martin F-16      | Beispielbild   | Vereinigte Staaten           | Mehrzweckkampfflugzeug                       | F-16V          |                | 16             | Bestellt im Juli 2019, Ersatz für die MiG-29                                          |
| Suchoi Su-25              |                | Sowjetunion                  | Erdkampfflugzeug                             | Su-25K         | 6              |                | Ab 1986 Anschaffung von 36 Su-25K. Stationiert bei Besmer (22. Schlachtfliegerbasis)  |
| Transportflugzeuge        |                |                              |                                              |                |                |                |                                                                                       |
| Airbus A319               |                | Frankreich                   | VIP                                          |                | 1              |                | Regierungsmaschine                                                                    |
| Antonow An-30             |                | Sowjetunion                  | Aufklärungsflugzeug                          |                | 1              |                | Luftbildflugzeug, betrieben von der Bulgarischen Luftwaffe                            |
| Antonow An-26             |                | Sowjetunion                  | Transportflugzeug                            |                | 1              |                |                                                                                       |
| Alenia C-27J Spartan      |                | Italien                      | Transportflugzeug                            |                | 3              |                |                                                                                       |
| Let L-410                 | Beispielbild   | Tschechoslowakei/ Tschechien | Transportflugzeug                            |                | 2              |                |                                                                                       |
| PC-12                     |                | Schweiz                      | VIP-Transport                                |                | 1              |                |                                                                                       |
| Schulflugzeuge            |                |                              |                                              |                |                |                |                                                                                       |
| Mikojan-Gurewitsch MiG-29 |                | Sowjetunion                  | Doppelsitziges Mehrzweckkampfflugzeug        | MiG-29UB       | 2              |                | Ab Juni 1989 Indienststellung von 4 MiG-29UB                                          |
| Lockheed Martin F-16      | beispielbild   | Vereinigte Staaten           | Doppelsitziges Mehrzweckkampfflugzeug        | F-16D          |                | 2              | Bestellt im Juli 2019, Ersatz für die MiG-29                                          |
| Suchoi Su-25              |                | Sowjetunion                  | Schulungs- Erdkampfflugzeug                  | Su-25UBK       | 2              |                | Ab 1986 Anschaffung von 4 Su-25UBK. Stationiert bei Besmer (22. Schlachtfliegerbasis) |
| Aero L-39                 |                | Tschechoslowakei             | Strahltrainer                                |                | 6              |                |                                                                                       |
| Pilatus PC-9              |                | Schweiz                      | Schulflugzeug                                |                | 6              |                |                                                                                       |
| Hubschrauber              |                |                              |                                              |                |                |                |                                                                                       |
| Aérospatiale AS 332       |                | Frankreich                   | Transporthubschrauber                        | AS 532 H215M   | 12             |                | 2 weitere Maschinen sind geplant.                                                     |
| Mil Mi-24                 |                | Sowjetunion                  | Kampfhubschrauber                            |                | 2              |                |                                                                                       |
| Mil Mi-8                  |                | Sowjetunion                  | Transporthubschrauber                        | Mi-17          | 3              |                |                                                                                       |
| Bell 206                  |                | Vereinigte Staaten           | VerbindungshubschrauberSchulungshubschrauber |                | 24             |                |                                                                                       |
| Unbemannte Luftfahrzeuge  |                |                              |                                              |                |                |                |                                                                                       |
| Tupolew Tu-123            |                | Sowjetunion                  | Aufklärungsdrohne                            |                |                |                |                                                                                       |

Im Rahmen des Strategic-Airlift-Capability-Programms werden von Bulgarien und den anderen Teilnehmerstaaten zudem drei C-17 Globemaster III betrieben, die für den militärischen strategischen Lufttransport genutzt werden können.

### Waffensysteme und Flugkörper
Flugabwehrwaffen:
- 12× S-200 ()
- 8× S-300PMU ()
- S-125M Newa-M ()
- 2K12 Kub ()

Luft-Luft-Raketen:
- Wympel R-3 ()
- Wympel R-73 ()
- Wympel R-27R ()

Luft-Boden-Raketen:
- Ch-25 ()
- Ch-29 ()